# Pakówka
Pakówka – wieś w Polsce położona w województwie wielkopolskim, w powiecie rawickim, w gminie Bojanowo.
W okresie Wielkiego Księstwa Poznańskiego (1815-1848) miejscowość należała do wsi większych w ówczesnym pruskim powiecie Kröben (krobskim) w rejencji poznańskiej. Pakówka należała do okręgu bojanowskiego tego powiatu i stanowiła część majątku Golina, którego właścicielem był wówczas (1846) Zastrow. Według spisu urzędowego z 1837 roku wieś liczyła 287 mieszkańców, którzy zamieszkiwali 44 dymy (domostwa).
W okresie międzywojennym w miejscowości stacjonowała placówka 17 batalionu celnego, a potem placówka Straży Granicznej I linii „Pakówka”.
W latach 1975–1998 miejscowość administracyjnie należała do województwa leszczyńskiego.